# Jacob Ernst

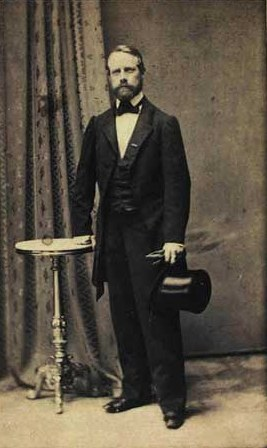
Jacob Ernst.

Jacob Frederik Marius Ernst, född den 28 juli 1820 i Köpenhamn, död där den 29 april 1897, var en dansk militär.
Ernst blev officer vid infanteriet 1835, övergick till ingenjörsvapnet 1842 och deltog som kapten i slesvig-holsteinska kriget. Han blev överste 1867, generalmajor 1877 och erhöll generallöjtnants avsked 1890. Ernst var under Dansk-tyska kriget befälhavare för Köpenhamns sjöbefästningar. Han var 1867–1870 chef för officersskolan och 1877–1890 generalinspektör för ingenjörstrupperna. Under hans ledning påbörjades 1886 Köpenhamns landbefästningar och 1890 Middelgrundsfortet.